# Iglesia de San Geremia
San Geremia, también llamada iglesia de los santos Jeremías y Lucía es un templo de culto católico en Venecia (Véneto, Italia), que se encuentra en el sestiere de Cannaregio. 
El edificio es muy popular por ser sede del culto a santa Lucía de Siracusa, cuyos restos mortales se conservan en el interior. La entrada principal se sitúa en el Campo san Geremia, cerca del Palazzo Labia, mientras que los ábsides de la iglesia miran hacia el Gran Canal, en la confluencia de éste con el Canal de Cannaregio.

## Historia
La primera iglesia fue construida en el siglo XI y después reconstruida en varias ocasiones. En 1206 se menciona la existencia allí de los restos de San Magno de Oderzo (fallecido en 670), que se había refugiado en esta área de los lombardos.
La primera reconstrucción se realizó bajo el dux Sebastiano Ziani; la nueva iglesia se consagró en 1292. El edificio actual data de 1753, diseñado por Carlo Corbellini en estilo Barroco con elementos neoclásicos; la fachada es de 1861. El campanario de ladrillo (que data probablemente del siglo XII) tiene ventanas con parteluz románicas en la base.

## Interior

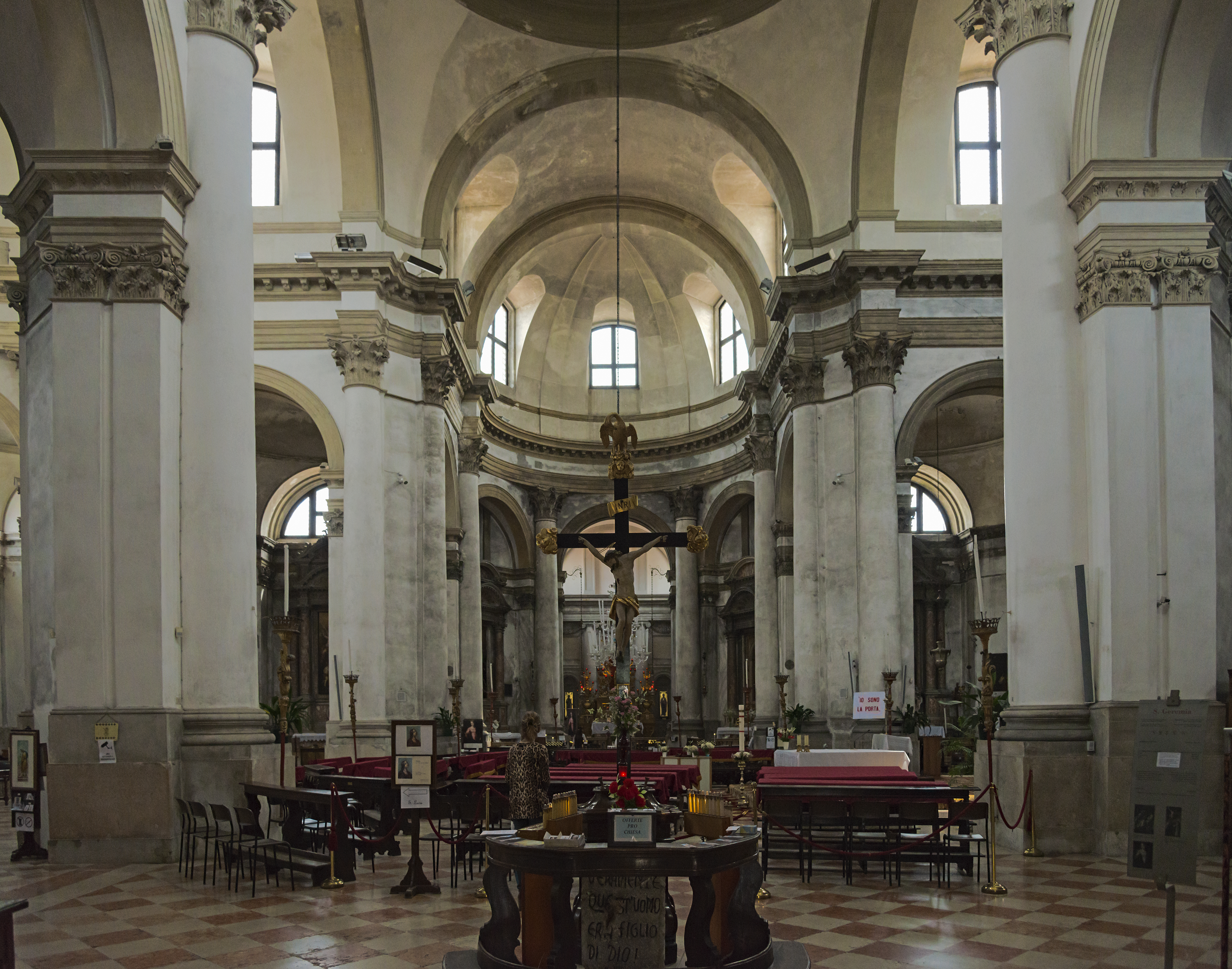
Interior de la iglesia de San Geremia.

El interior es sobrio y desnudo, aunque de amplias proporciones. Presenta planta de cruz griega con ábsides semicirculares en los extremos, y una airosa cúpula central. El altar y el presbiterio son notables, con dos estatuas de San Pedro y San Jeremías (1798) de Giovanni Ferrari. El testero del altar muestra un fresco monocromo de Agostino Mengozzi Colonna que representa Dos Ángeles apoyándose en una esfera. Una importante obra de Palma el Joven (La coronación de Venecia por San Magno con la Virgen en gloria) decora el cuarto altar. También se muestran esculturas de Giovanni Maria Morlaiter (Virgen del Rosario) y Giovanni Marchiori (Inmaculada Concepción).
La iglesia es objeto de peregrinaciones y gran devoción por la presencia de las reliquias de santa Lucía, que se llevaron allí en 1861, cuando se derribó la antigua iglesia dedicada a ella para ampliar la estación de ferrocarril. El cuerpo incorrupto de la santa, patrona de la vista, se encuentra en una urna de cristal en el testero del templo, rodeado de multitud de exvotos y ofrendas de los fieles. En 1955 Angelo Roncalli, futuro papa Juan XXIII, cuando todavía era patriarca de Venecia, regaló la máscara de plata que cubre el rostro de la santa.
El cuerpo fue robado el 7 de julio de 1981 por unos delincuentes comunes, pero fue recuperado intacto en diciembre del mismo año por la policía.

## Galería de imágenes

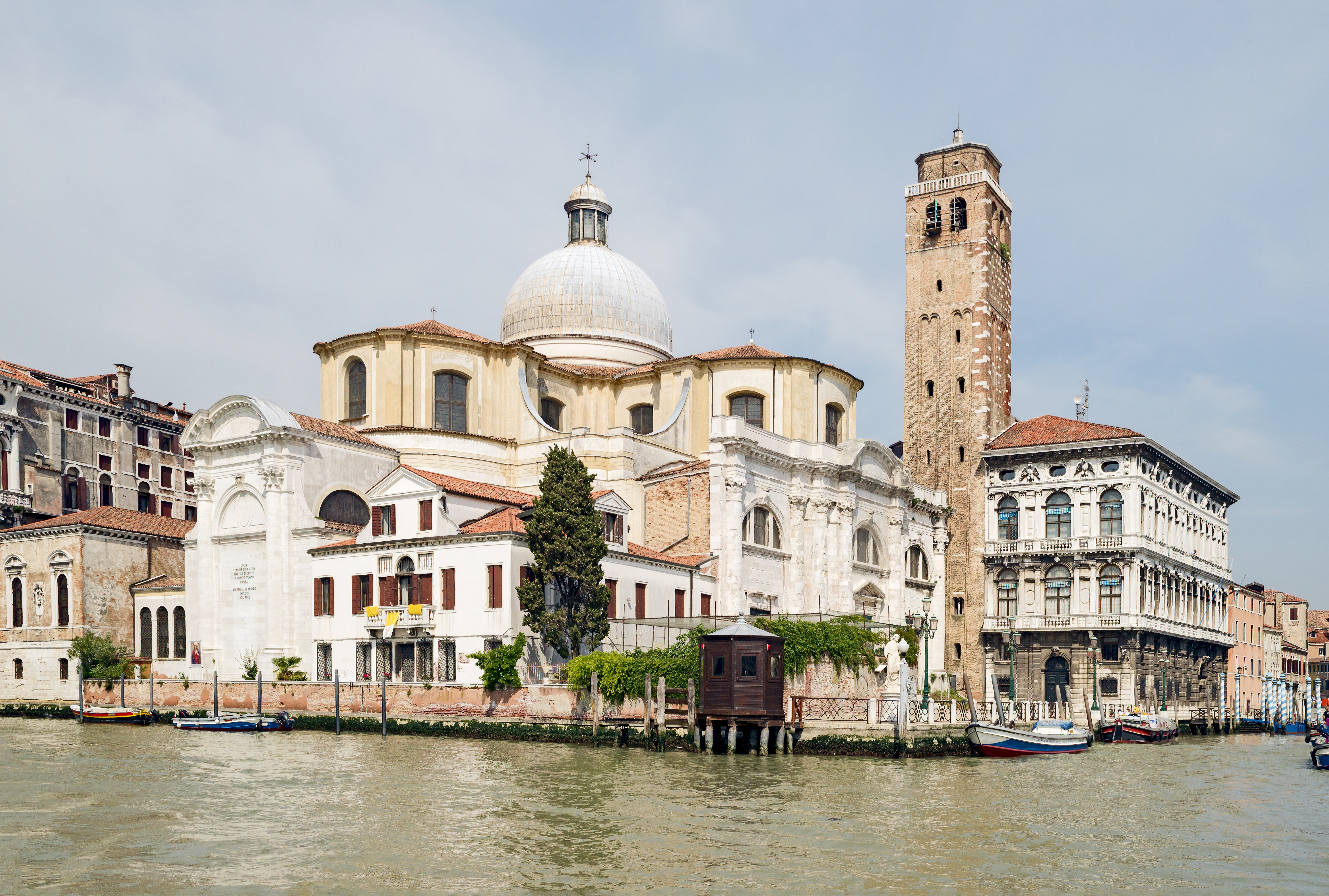
San Geremia hacia el Gran Canal.
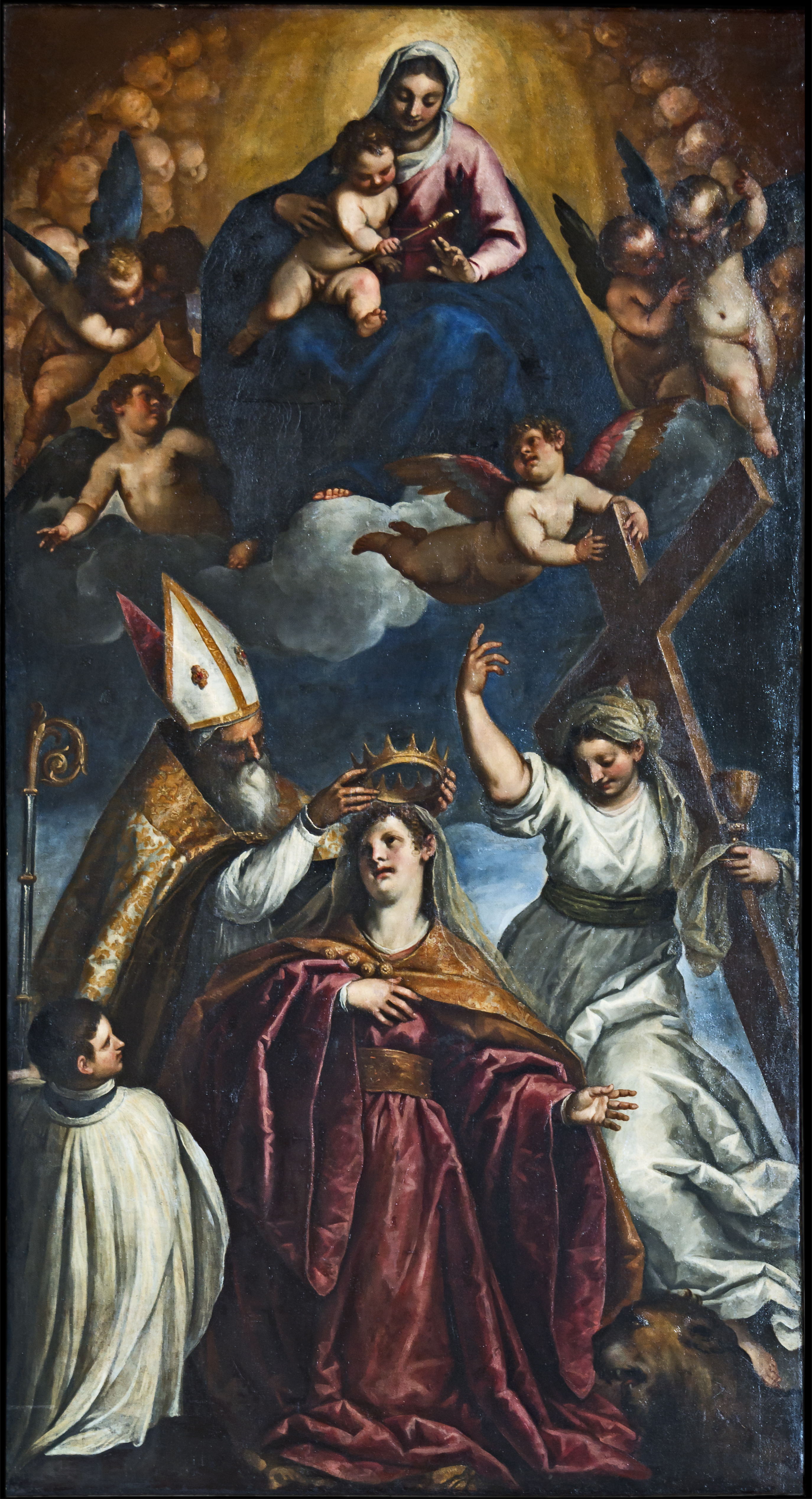
La coronación de Venecia con la Virgen, por Palma el Joven.
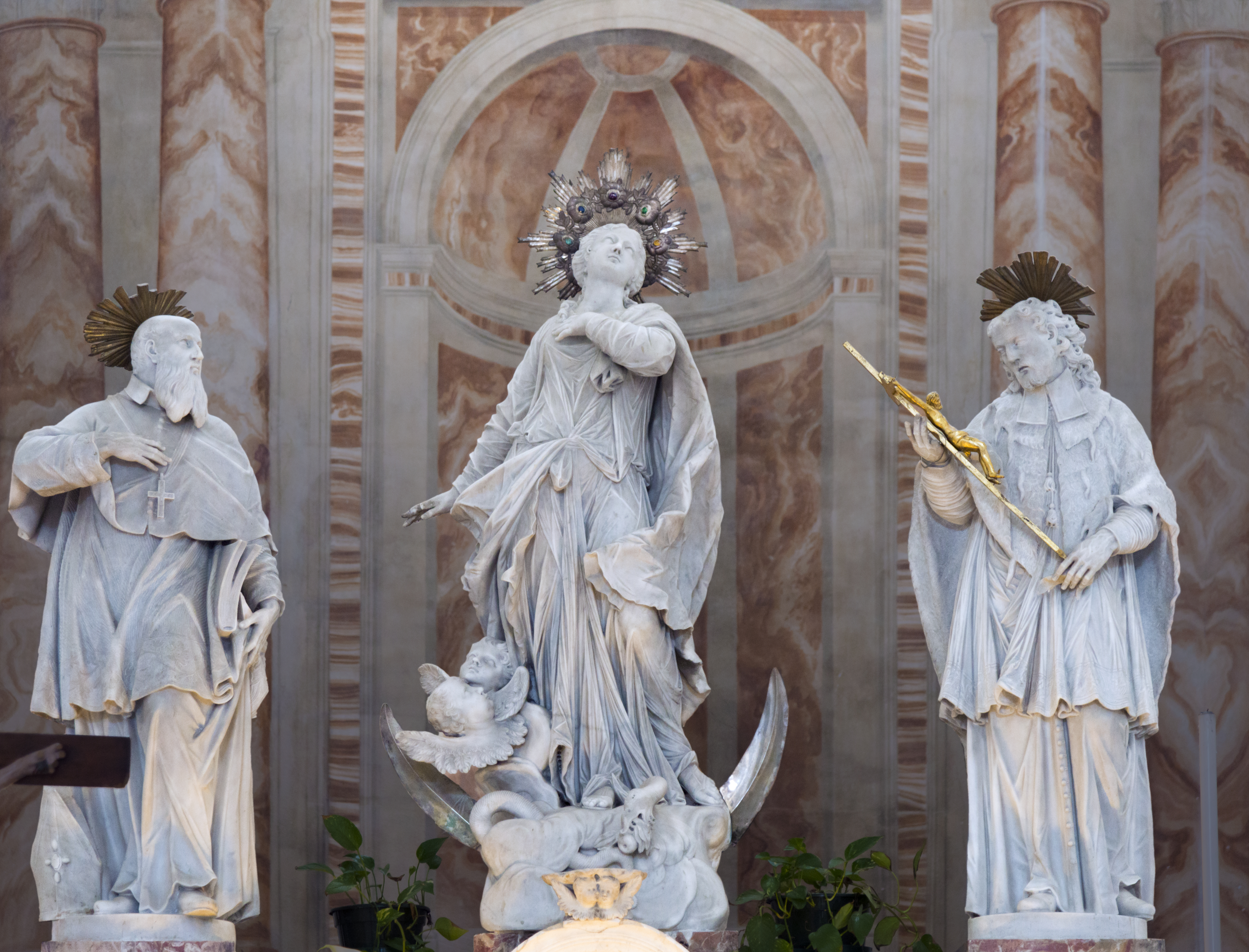
La Virgen, san Francisco de Sales y san Juan Nepomuceno, por Giovanni Marchiori.
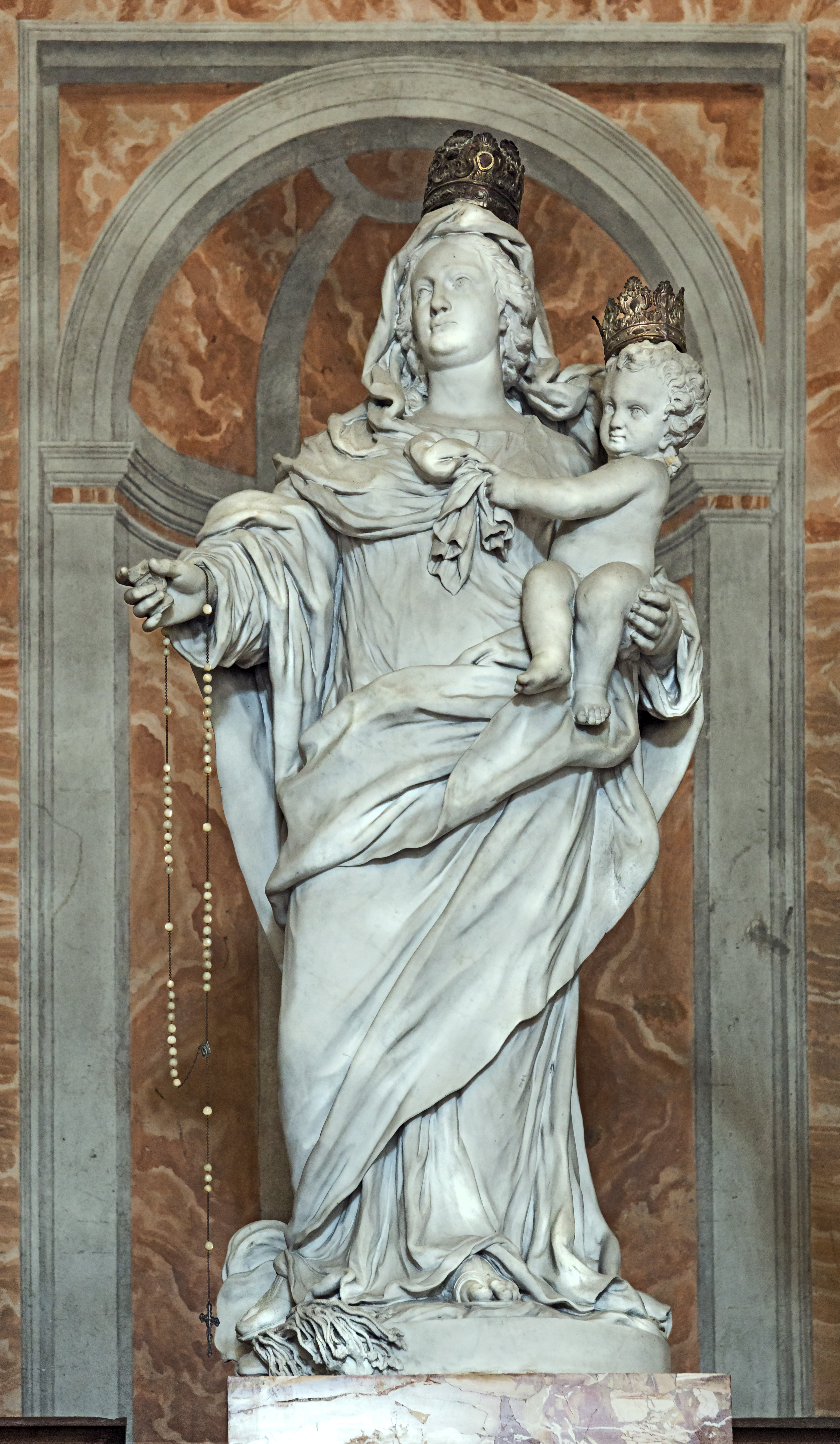
Madonna del Rosario, por Giovanni Maria Morlaiter.
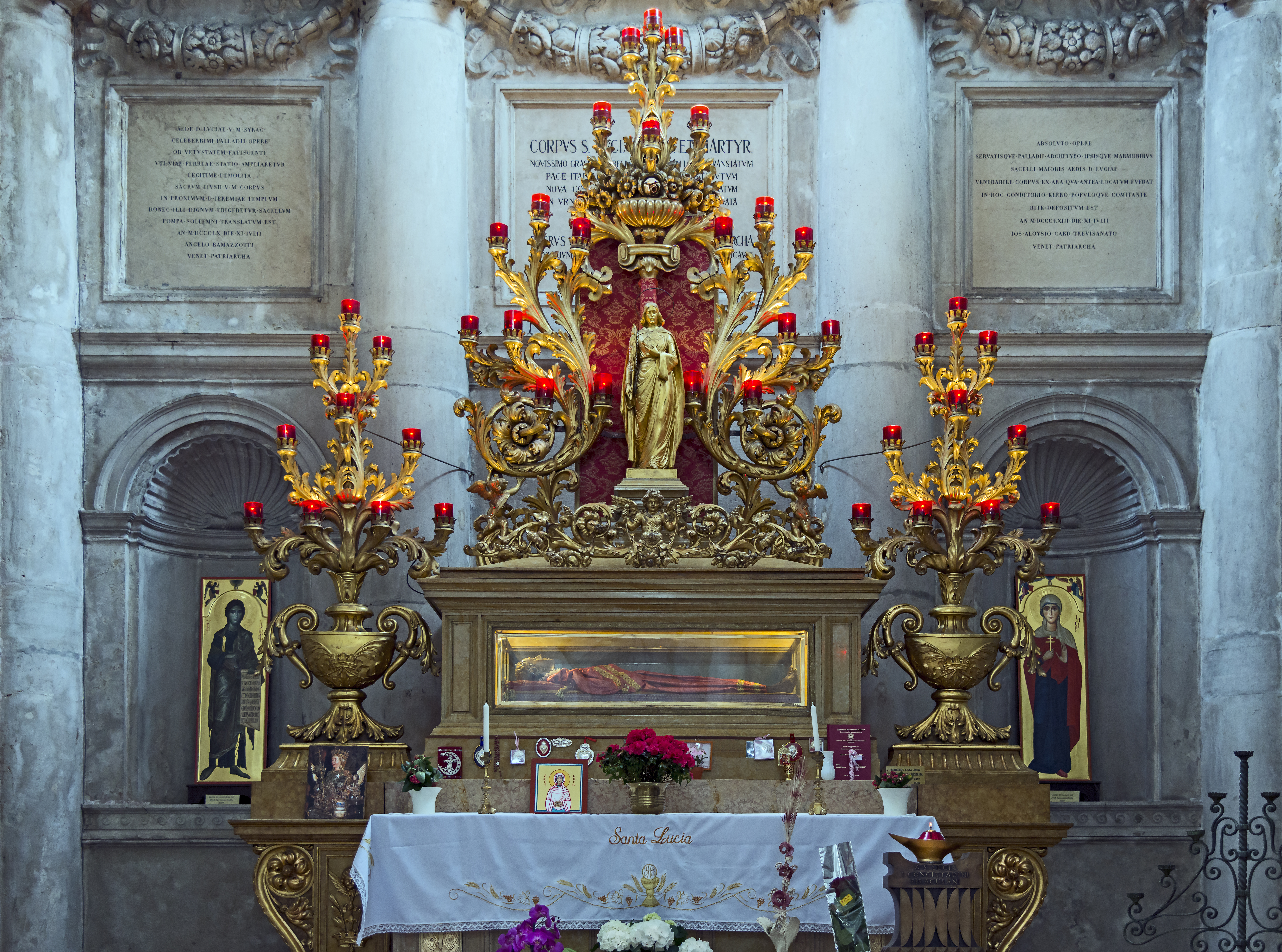
Relicario de santa Lucía de Siracusa.
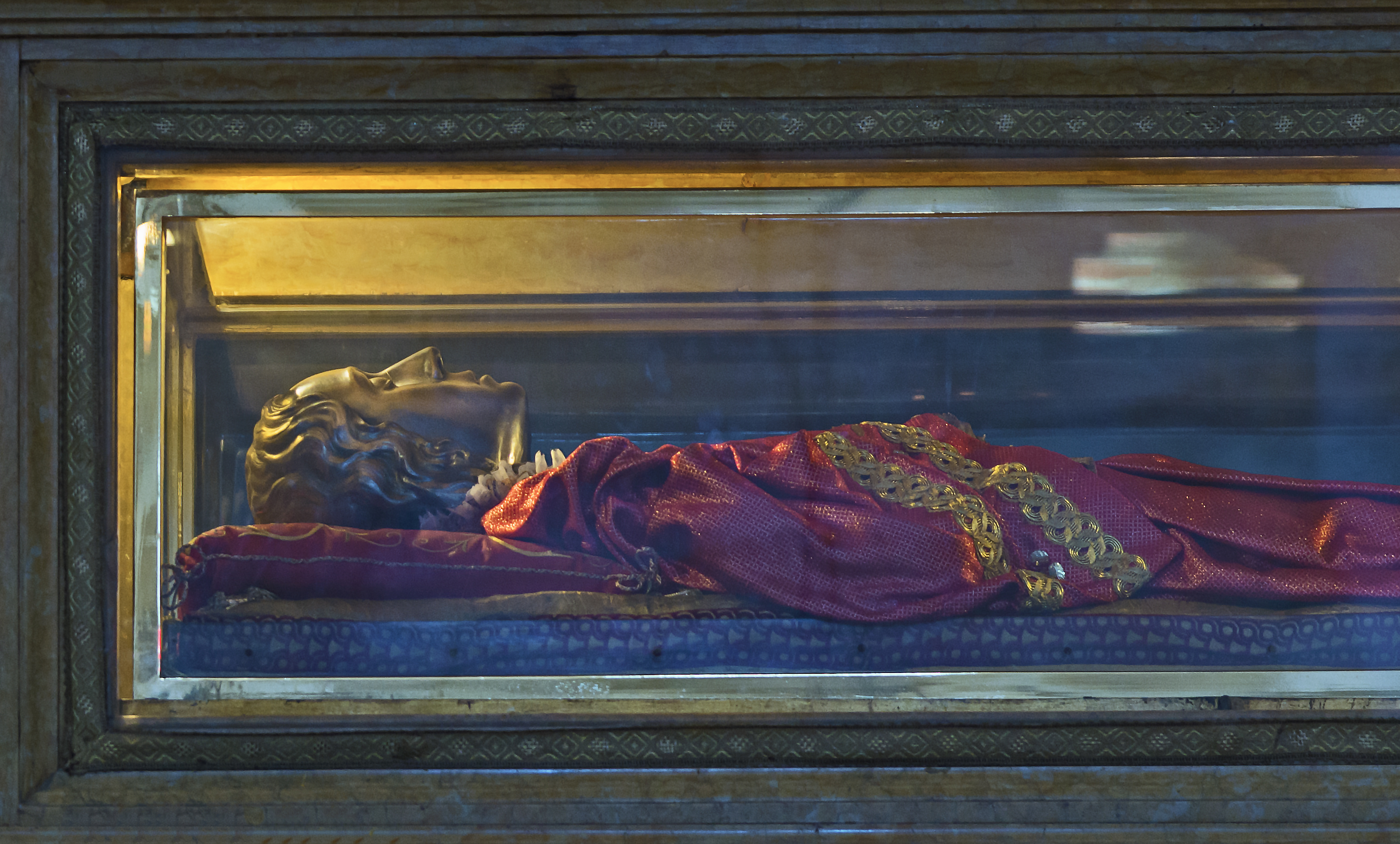
Detalle del cuerpo de santa Lucía.